# Gracia Burnham
Gracia Burnham (* 17. Januar 1959 in Cairo, Illinois) ist eine US-amerikanische protestantische Missionarin. Sie und ihr Mann Martin waren 17 Jahre lang als Missionare auf den Philippinen für die New Tribes Mission tätig.

## Leben
Gracia und Martin waren Absolventen des Calvary Bible College in Kansas City (Missouri).
Das Ehepaar gehörte zu einer Gruppe, die am 27. Mai 2001 von islamistischen Separatisten der Abu Sayyaf verschleppt wurde, welche bereits im Vorjahr mit einem Entführungsfall auf der Insel Jolo in Erscheinung getreten waren. Diesmal wurden die Geiseln auf der benachbarten Insel Basilan festgehalten. Dabei wurden mehrere Menschen enthauptet, unter den Opfern war der US-Tourist Guillermo Sobero. Andere konnten entkommen oder wurden nach Zahlung von Lösegeldern freigelassen; die Burnhams hingegen blieben mehr als ein Jahr lang in Gefangenschaft. Die Terrorgruppe verlangte 1 Mio. US$ für ihre Freilassung. Nachdem $330.000 gezahlt worden waren, zeigten sich die Entführer damit nicht einverstanden. Während eines Befreiungsversuches der philippinischen Armee am 7. Juni 2002 wurde Martin durch drei Schüsse in die Brust getötet und Gracia am rechten Bein verletzt.
Gracia kehrte mit ihren drei Kindern in die USA zurück und veröffentlichte zwei Bücher über ihre Erlebnisse. Außerdem gründete sie die Martin and Gracia Burnham Foundation. Ihre Gefangennahme und Geiselhaft wurden 2009 in einer Folge der TV-Serie Banged Up Abroad gezeigt. Zudem wurde die Entführung unter dem Titel Captive – Entführt von Brillante Mendoza verfilmt, der Spielfilm erschien 2012. Auch in einer Episode der Netflix-Serie Gefangen wurde der Fall 2016 thematisiert.

## Werke
- mit Dean Merrill: Im Angesicht meiner Feinde. Ein Jahr Geiselhaft auf den Philippinen. Schulte und Gerth, Asslar 2003, ISBN 3-89437-887-5 (amerikanisches Englisch: In the Presence of my Enemies. Übersetzt von Eva Weyandt).
- mit Dean Merrill: To fly again. Surviving the tailspins of life. Tyndale House Publishers, 2005, ISBN 1-4143-3227-0.